# Fluthiacet-methyl
Fluthiacet-methyl ist ein cis-trans-Gemisch aus der Gruppe der Thiadiazole bzw. Imine und ein Derivat von Fluthiacet.

## Gewinnung und Darstellung
Fluthiacet-methyl kann durch eine mehrstufige Reaktion beginnend mit der Reaktion von 4-Chlor-2-fluoracetanilid mit Dischwefeldichlorid in Gegenwart von Aluminiumchlorid, Entfernung der Schutzgruppe und Erzeugung des entsprechenden Mercaptonanillin, Reaktion des Zwischenproduktes mit Kohlenstoffdisulfid in Gegenwart eines Amins und anschließende Reaktion mit Methylchlorformiat, Hexahydropyridazin und Phosgen gewonnen werden.

## Eigenschaften
Fluthiacet-methyl ist ein gelblicher Feststoff, der praktisch unlöslich in Wasser ist.

## Verwendung
Fluthiacet-methyl wird als Herbizid verwendet. Es wurde von Kumiai Chemical entdeckt, von Novartis auf seine Einsatzmöglichkeiten untersucht und 1999 in den USA erstmals zugelassen. Es wird gegen einjährige breitblättrige Unkräuter in Soja-, Mais und Baumwollplantagen eingesetzt. Die Wirkung beruht auf der Hemmung der Protoporphyrinogen-Oxidase (PROTOX).

## Zulassung
Fluthiacet-methyl ist nicht in der Liste der in der Europäischen Union zulässigen Pflanzenschutzmittel-Wirkstoffe enthalten. In Deutschland, Österreich und der Schweiz sind keine Pflanzenschutzmittel mit diesem Wirkstoff zugelassen.